# Erik Fetter
Erik Fetter (ur. 5 kwietnia 2000 w Budapeszcie) – węgierski kolarz szosowy.

## Osiągnięcia
Opracowano na podstawie:
2021
- 1. miejsce w mistrzostwach Węgier (jazda indywidualna na czas)
- 1. miejsce na 4. etapie Tour du Limousin

2022
- 1. miejsce w mistrzostwach Węgier (jazda indywidualna na czas)

## Rankingi
| Rok             | 2019  | 2020 | 2021 | 2022 | 2023 | 2024 |
| --------------- | ----- | ---- | ---- | ---- | ---- | ---- |
| World Ranking   | 2421. | -    | 430. | 323. | 603. | 680. |
| UCI Europe Tour | 1549. | -    | 356. | 260. | -    | -    |
|                 |       |      |      |      |      |      |
| Źródło: UCI     |       |      |      |      |      |      |